# Szemietowo (okręg miejski Sieriebrianych Prudów)
Szemietowo (ros. Шеметово) – wieś (dieriewnia) w Rosji, w obwodzie moskiewskim, w okręgu miejskim Sieriebrianych Prudów. W 2010 liczyła 986 mieszkańców.